# Gūy Kharābeh
Gūy Kharābeh (persiska: گوی خرابه) är en ort i Iran.   Den ligger i provinsen Västazarbaijan, i den nordvästra delen av landet, 400 km väster om huvudstaden Teheran. Gūy Kharābeh ligger 1 939 meter över havet och antalet invånare är 111.
Terrängen runt Gūy Kharābeh är kuperad. Runt Gūy Kharābeh är det ganska glesbefolkat, med 47 invånare per kvadratkilometer. Närmaste större samhälle är Ḩeydar Bāghī, 9,8 km öster om Gūy Kharābeh. Trakten runt Gūy Kharābeh består i huvudsak av gräsmarker.